# Onthophagus brunellii
Onthophagus brunellii är en skalbaggsart som beskrevs av Müller 1942. Onthophagus brunellii ingår i släktet Onthophagus och familjen bladhorningar. Inga underarter finns listade i Catalogue of Life.